# Oryzias sinensis
Oryzias sinensis är en fiskart som beskrevs av Chen, Uwa och Chu, 1989. Oryzias sinensis ingår i släktet Oryzias och familjen Adrianichthyidae. IUCN kategoriserar arten globalt som livskraftig. Inga underarter finns listade i Catalogue of Life.